# Mao Yuanxin
Mao Yuanxin (en chinois simplifié : 毛远新 ; chinois traditionnel : 毛遠新 ; pinyin : Máo Yuǎnxīn), né le 14 février 1941, est le fils de Mao Zemin, frère cadet de Mao Zedong ; il jouera un rôle important durant la révolution culturelle. Étant proche de la bande des Quatre, il sera arrêté et emprisonné comme eux après la mort de son oncle.

## Biographie
Mao Yuanxin est élevé dans la famille de Mao dès l'âge de dix ans. Sur les conseils de Mao, il passe avec succès l'examen d'entrée de l'université Tsinghua en 1960 puis il rejoint  l'école militaire de Harbin dans la province de Heilongjiang, située en Mandchourie, dont il sort diplômé en 1965. Il entre alors dans l'armée de l'air.
Mao Yuanxin arrive dans le Yanbian en août 1967 au moment de l’instauration de la loi martiale, des batailles rangées ayant opposé l’APL (Armée populaire de libération), des factions de gardes rouges et des Coréens. S’appuyant sur l’APL, il fonde un « groupe rouge » pour libérer le Yanbian, s’attaque aux chefs coréens et essentiellement à Zhu Dehai, un proche du premier ministre Zhou Enlai, qui est gouverneur du Yanbian accusé d’espionnage au profit de la Corée du Nord.
Il est marié avec Quan Xiufeng (全秀凤), une ancienne ouvrière.

## À voir